# مايك لابر
مايك لابر (بالإنجليزية: Mike Lapper)‏ (مواليد 28 أغسطس 1970) هو لاعب كرة قدم. يلعب مع منتخب الولايات المتحدة الأمريكية لكرة القدم. سبق له أن لعب في كأس العالم لكرة القدم مع منتخب بلاده.

## روابط خارجية
- مايك لابر على موقع الاتحاد الدولي (مؤرشف)  (الإنجليزية)
- مايك لابر على موقع الدوري الأمريكي (الإنجليزية)
- مايك لابر على موقع قاعدة بيانات كرة القدم.إي يو (الإنجليزية)
- مايك لابر على موقع ناشيونال فوتبول تيمز (الإنجليزية)
- مايك لابر على موقع Soccerbase.com (لاعب) (الإنجليزية)
- مايك لابر على موقع Soccerway.com (الإنجليزية)
- مايك لابر على موقع عالم كرة القدم.نت (الإنجليزية)
- مايك لابر على موقع أوليمبيديا (الإنجليزية)